# Podalonia ebenina
Podalonia ebenina là một loài côn trùng cánh màng trong họ Sphecidae, thuộc chi Podalonia. Loài này được Spinola miêu tả khoa học đầu tiên năm 1839.